# 網紋犬牙石首魚
網紋犬牙石首魚為輻鰭魚綱鱸形目鱸亞目石首魚科的其中一種，分布於中東太平洋區，從哥斯大黎加至巴拿馬海域，體長可達90公分，棲息在沿海及河口區，屬肉食性，以魚類、甲殼類等為食，可做為食用魚。